# Manuel Rosas (labdarúgó, 1912)
Manuel Rosas Sánchez (Mexikóváros, 1912. április 17. – Mexikóváros, 1989. február 20.) válogatott mexikói labdarúgó.
Részt vett az 1930-as labdarúgó-világbajnokságon. Ő volt az első labdarúgó, aki gólt szerzett büntetőből a világbajnokságon (az Argentína elleni mérkőzésen). A bátyja Felipe Rosas volt. A torna ideje alatt mindketten az Atlante játékosai voltak. A világbajnokságon szerzett találatával abban az időben a legfiatalabb vb-gólszerző volt, a rekordot később Pelé döntötte meg. Azonban ma is a második legifjabb gólszerző a világbajnokságok történetében, a ranglistán Gavi és Michael Owen követi.

## Mérkőzései a válogatottban
| #  | Időpont           | Ellenfél          | Eredmény | Típus      | Megjegyzés         |
| -- | ----------------- | ----------------- | -------- | ---------- | ------------------ |
| 1. | 1930. július 13.  | Franciaország (s) | 1–4      | 1930-as vb |                    |
| 2. | 1930. július 16.  | Chile (s)         | 0–3      | 1930-as vb |                    |
| 3. | 1930. július 19.  | Argentína (s)     | 3–6      | 1930-as vb | 42' (11-esből) 65' |
| 4. | 1934. március 18. | Kuba (o)          | 4–1      | 1934-es vb |                    |